# Un drôle de père
Pour les articles homonymes, voir Drôle de père.
Un drôle de père (うさぎドロップ, Usagi Drop) est un josei manga de Yumi Unita. L'histoire suit le trentenaire Daikichi quand il devient le tuteur de Rin, la fille illégitime de son grand-père, âgée de six ans. La série a été publiée dans le mensuel de prépublication Feel Young entre octobre 2005 et avril 2011 et a été compilé en neuf tomes publiés par Shōdensha. Un spin-off intitulé Usagi Drop: Bangaihen est paru dans Feel Young de juin 2011 à décembre 2011 et publié dans un dixième volume. La version française a été publiée en intégralité par Delcourt via Akata dans la collection « Jôhin » entre septembre 2008 et octobre 2012.
Une adaptation anime produite par Production I.G a été diffusée au Japon entre le 7 juillet 2011 et le 15 septembre 2011. Une adaptation en film live est sorti au cinéma le 20 août 2011.

## Synopsis
Quand Daikichi, 30 ans, retourne à la maison de son grand-père pour ses funérailles, il découvre l'existence de Rin, la fille illégitime âgée de six ans de son grand-père et de mère inconnue. Cette fille provoque l'embarras de toute sa famille et est traitée comme une paria. Agacé par leur attitude, Daikichi décide de s'occuper lui-même de Rin, même s'il vit seul et n'a jamais élevé d'enfant. Rin fait alors partie de sa vie et Daikichi expérimente les difficultés d'un parent seul. Il se lie d'amitié avec la mère célibataire de Kouki Nitani, un ami que Rin rencontre à l'école maternelle, et qui lui donne des conseils pour élever Rin. Un an plus tard, Daikichi constate que ses sacrifices pour Rin valaient le coup. La première moitié de la série se focalise sur le point de vue de Daikichi et ses difficultés éprouvées en élevant Rin. Dix ans plus tard, Rin est lycéenne et le restant de la série se concentre sur elle, sur la façon dont elle cherche à faire face à ses sentiments pour Kouki et sur son choix de carrière.

## Personnages
Daikichi Kawachi (河地 大吉, Kawachi Daikichi)
Daikichi, 30 ans, est un célibataire et le père adoptif de Rin.
Rin Kaga (鹿賀 りん, Kaga Rin)
Rin est une fillette de 6 ans et la fille illégitime du grand-père de Daikichi, Souichi Kaga (鹿賀 宋一, Kaga Sōichi), et de l'artiste de manga Masako Yoshii (吉井 正子, Yoshii Masako).
Kouki Nitani (二谷 コウキ, Nitani Kōki)
Kouki est un garçon avec qui Rin se lie d'amitié à la garderie.
Yukari Nitani (二谷 ゆかり, Nitani Yukari)
Yukari est une femme divorcée de 32 ans et la mère de Kouki.

## Manga
Un drôle de père a été écrit et illustré par Yumi Unita. Les chapitres ont été prépubliés dans le magazine Feel Young entre octobre 2005 et avril 2011. Un spin-off de six chapitres intitulé Usagi Drop: Bangaihen a été publié entre le 8 juin et le 8 décembre 2011 avant d'être compilé en tant que volume 10,. Un guide officiel, Usagi Drop 9.5 (うさぎドロップ　9.5)  (ISBN 978-4-3967-6526-2), est paru au Japon le 8 juillet 2011.
La version française est éditée en intégralité par Delcourt via Akata. La série est également éditée en version anglaise en Amérique du Nord par Yen Press.

### Liste des volumes
| no                                                                            | Japonais        | Japonais          | Français          | Français          |
| no                                                                            | Date de sortie  | ISBN              | Date de sortie    | ISBN              |
| ----------------------------------------------------------------------------- | --------------- | ----------------- | ----------------- | ----------------- |
| 1                                                                             | 19 mai 2006     | 978-4-3967-6380-0 | 24 septembre 2008 | 978-2-7560-1419-7 |
| 2                                                                             | 8 février 2007  | 978-4-3967-6400-5 | 3 décembre 2008   | 978-2-7560-1420-3 |
| 3                                                                             | 6 octobre 2007  | 978-4-3967-6421-0 | 11 mars 2009      | 978-2-7560-1421-0 |
| 4                                                                             | 17 mai 2008     | 978-4-3967-6434-0 | 10 juin 2009      | 978-2-7560-1767-9 |
| 5                                                                             | 22 janvier 2009 | 978-4-3967-6449-4 | 16 septembre 2009 | 978-2-7560-1961-1 |
| 6                                                                             | 8 août 2009     | 978-4-3967-6467-8 | 10 février 2010   | 978-2-7560-1962-8 |
| 7                                                                             | 8 février 2010  | 978-4-3967-6485-2 | 2 décembre 2010   | 978-2-7560-2195-9 |
| 8                                                                             | 8 octobre 2010  | 978-4-3967-6506-4 | 17 août 2011      | 978-2-7560-2613-8 |
| 9                                                                             | 8 juillet 2011  | 978-4-3967-6525-5 | 14 mars 2012      | 978-2-7560-2633-6 |
| 10                                                                            | 8 mars 2012     | 978-4-3967-6541-5 | 10 octobre 2012   | 978-2-7560-3291-7 |
| Extra : Ce tome comprend les six histoires du spin-off Usagi Drop: Bangaihen. |                 |                   |                   |                   |

## Film en prise de vues réelles
L'adaptation en prise de vues réelles a été annoncée en juin 2010. Réalisé par Sabu, il est sorti dans les cinémas japonais le 20 août 2011,.

## Anime
L'adaptation en anime a été annoncée en janvier 2011. Celui-ci est produit par le studio Production I.G et a été diffusée à la télévision japonaise dans la case horaire noitaminA entre le 7 juillet 2011 et le 15 septembre 2011. Dans les pays francophones, la série est diffusée en streaming légal par Wakanim.

### Liste des épisodes
| No | Titre français                | Titre japonais           | Titre japonais             | Date de 1re diffusion |
| No | Titre français                | Kanji                    | Rōmaji                     | Date de 1re diffusion |
| --- | ----------------------------- | ------------------------ | -------------------------- | --------------------- |
| 01 | La petite fille aux gentianes | りんどうの女の子         | Rindō no Onnanoko          | 7 juillet 2011        |
| Daikichi, un salary-man japonais, se rend au domicile familial dans le but de retrouver sa famille car son grand-père est mort peu de temps auparavant. Devant la maison, il fait la rencontre d'une enfant qu'il n'a jamais vu, et qui s'avère être la fille de son grand-père (donc sa tante). Il décide de la prendre en charge. |                               |                          |                            |                       |
| 02 | Promis, juré, craché          | ゆび切りげんまん         | Yubi Kiri Genman           | 14 juillet 2011       |
| Une complicité s'installe entre les deux protagonistes, mais entre papiers administratifs et achats pour Rin, Daikichi ne s'en sort pas. Il décide de placer la jeune fille en garderie mais celle-ci se sent abandonnée lorsqu'il tarde à venir la chercher.                                                                       |                               |                          |                            |                       |
| 03 | La décision de Daikichi       | ダイキチの決めたこと     | Daikichi no Kimeta Koto    | juillet 2011          |
| Daikichi comprend qu'élever un enfant demande du temps et de la proximité. C'est pourquoi il prend une décision drastique concernant son mode de vie. |                               |                          |                            |                       |
| 04 | La lettre                     | てがみ                   | Tegami                     | 21 juillet 2011       |
| Rin et Daikichi rencontre les collègues de ce dernier, comprenant ainsi sa décision. Mais, Daikichi se demande si Rin ne serait pas plus heureuse avec sa mère et l'appelle. |                               |                          |                            |                       |
| 05 | Daikichi, c'est Daikichi      | ダイキチはダイキチでいい | Daikichi wa Daikichi de Ii | 28 juillet 2011       |
| Daikichi rencontre la mère de Rin et découvre qu'elle est particulière... À la suite de cette rencontre, il songe à adopter la fillette... |                               |                          |                            |                       |
| 06 | Mon arbre                     | わたしの木               | Watashi no Ki              | 4 août 2011           |
| C'est la rentrée des classes et Daikichi plante un arbre pour Rin, comme ses parents en ont planté un à sa naissance. Cela attriste Rin qui pense ne pas en avoir, mais Daikichi apprend que son grand-père en avait planté un... Le même que le sien...                                                                            |                               |                          |                            |                       |
| 07 | La fugue secrète              | ないしょで家出           | Naisho de Iede             | 11 août 2011          |
| Haruko, la cousine de Daikichi, fuit de chez elle et se réfugie chez ce dernier. Elle songe à divorcer.... |                               |                          |                            |                       |
| 08 | L'important pour Pépé         | おじいちゃんのだいじ     | Ojīchan no Daiji           | 18 août 2011          |
| Pour la fête des morts, Daikichi emmène Rin visiter la tombe de son père. Il y croise la mère de la fillette, venue elle aussi rendre hommage à son amant. |                               |                          |                            |                       |
| 09 | Le typhon arrive !            | たいふうがきた!          | Tai-fū ga Kita!            | 1er septembre 2011    |
| Un typhon est annoncé. Venu chercher Rin, Daikichi décide d'en profiter pour ramener aussi Kouki, son camarade de classe, dont la mère, Yukari, est retardée. Celle-ci les rejoint un peu plus tard et tous dînent ensemble. |                               |                          |                            |                       |
| 10 | La gastro                     | おなかのかぜ             | Onaka no Kaze              | 8 septembre 2011      |
| Devant garder Rin, malade, Daikichi reçoit l'aide de Yukari. |                               |                          |                            |                       |
| 11 | Un pas en avant               | はじめの一歩             | Hajime no Ippo             | 15 septembre 2011     |
| Voilà un an que Daikichi a recueilli Rin. C'est l'occasion pour lui de faire un bilan. |                               |                          |                            |                       |

### Musique
| Générique | Épisodes | Début       | Début   | Fin            | Fin        |
| Générique | Épisodes | Titre       | Artiste | Titre          | Artiste    |
| --------- | -------- | ----------- | ------- | -------------- | ---------- |
| 1         | 1 – 11   | Sweet Drops | PUFFY   | High High High | kasarinchu |

### Doublage
| Personnages      | Personnages      | Voix japonaises  |
| ---------------- | ---------------- | ---------------- |
| Daikichi Kawachi | Daikichi Kawachi | Hiroshi Tsuchida |
| Rin Kaga         | Rin Kaga         | Ayu Matsuura     |
| Kouki Nitani     | Kouki Nitani     | Noa Sakai        |

## Apparition sur d'autres supports
Rin et Daikichi apparaissent dans le DLC du jeu Touch My Katamari sorti le 24 mai 2012 sur PlayStation Vita au Japon.

### Édition japonaise
Shōdensha
1. 1 2  (ja) « Tome 1 ».
2. 1 2  (ja) « Tome 2 ».
3. 1 2  (ja) « Tome 3 ».
4. 1 2  (ja) « Tome 4 ».
5. 1 2  (ja) « Tome 5 ».
6. 1 2  (ja) « Tome 6 ».
7. 1 2  (ja) « Tome 7 ».
8. 1 2  (ja) « Tome 8 ».
9. 1 2  (ja) « Tome 9 ».
10. 1 2  (ja) « Tome 10 ».

### Édition française
Akata
1. 1 2  (fr) « Tome 1 »(Archive.org • Wikiwix • Archive.is • Google • Que faire ?).
2. 1 2  (fr) « Tome 2 »(Archive.org • Wikiwix • Archive.is • Google • Que faire ?).
3. 1 2  (fr) « Tome 3 »(Archive.org • Wikiwix • Archive.is • Google • Que faire ?).
4. 1 2  (fr) « Tome 4 »(Archive.org • Wikiwix • Archive.is • Google • Que faire ?).
5. 1 2  (fr) « Tome 5 »(Archive.org • Wikiwix • Archive.is • Google • Que faire ?).
6. 1 2  (fr) « Tome 6 »(Archive.org • Wikiwix • Archive.is • Google • Que faire ?).
7. 1 2  (fr) « Tome 7 »(Archive.org • Wikiwix • Archive.is • Google • Que faire ?).
8. 1 2  (fr) « Tome 8 »(Archive.org • Wikiwix • Archive.is • Google • Que faire ?).
9. 1 2  (fr) « Tome 9 »(Archive.org • Wikiwix • Archive.is • Google • Que faire ?).
10. 1 2  (fr) « Tome 10 ».